# 普雄乡
普雄乡，是中华人民共和国云南省红河哈尼族彝族自治州建水县下辖的一个乡镇级行政单位。

## 行政区划
普雄乡下辖以下地区：
普雄村、纸厂村、龙岔村、七棵树村、万家庄村和他腊村。